# Marolles-sur-Seine
Marolles-sur-Seine är en kommun i departementet Seine-et-Marne i regionen Île-de-France i norra Frankrike. Kommunen ligger i kantonen Montereau-Fault-Yonne som tillhör arrondissementet Provins. År 2022 hade Marolles-sur-Seine 1 793 invånare.

## Befolkningsutveckling
Antalet invånare i kommunen Marolles-sur-Seine
| Referens: INSEE |